# Dymówka
Dymówka, jaskółka dymówka (Hirundo rustica) – gatunek niewielkiego ptaka wędrownego z rodziny jaskółkowatych (Hirundinidae).

## Występowanie
Zamieszkuje rozległe obszary na kuli ziemskiej – niemal całą Eurazję (prócz północnych krańców), część północnej Afryki i prawie całą Amerykę Północną. Zimuje w południowej i południowo-wschodniej Azji, północnej Australii i niektórych wyspach Oceanii, w subsaharyjskiej Afryce, Ameryce Środkowej i większej części Ameryki Południowej. Pojedyncze osobniki notowano także w Antarktyce.
W Polsce bardzo liczny ptak lęgowy, najliczniejszy z trzech występujących tu gatunków jaskółek. Wędrowny na duże dystanse, jego przyloty są od kwietnia do końca maja, powroty na zimowiska od września do października. Najdłużej zwlekające do migracji osobniki widywano jeszcze w listopadzie. Nie stwierdzono prób zimowania (prócz pojedynczego przypadku). W Polsce spotyka się jej gniazda w całym kraju przy zabudowaniach. W górach dolatuje do 1000 m n.p.m. W Europie Środkowej to jedyna jaskółka, która ma wydłużone, zewnętrzne sterówki.

### Podgatunki

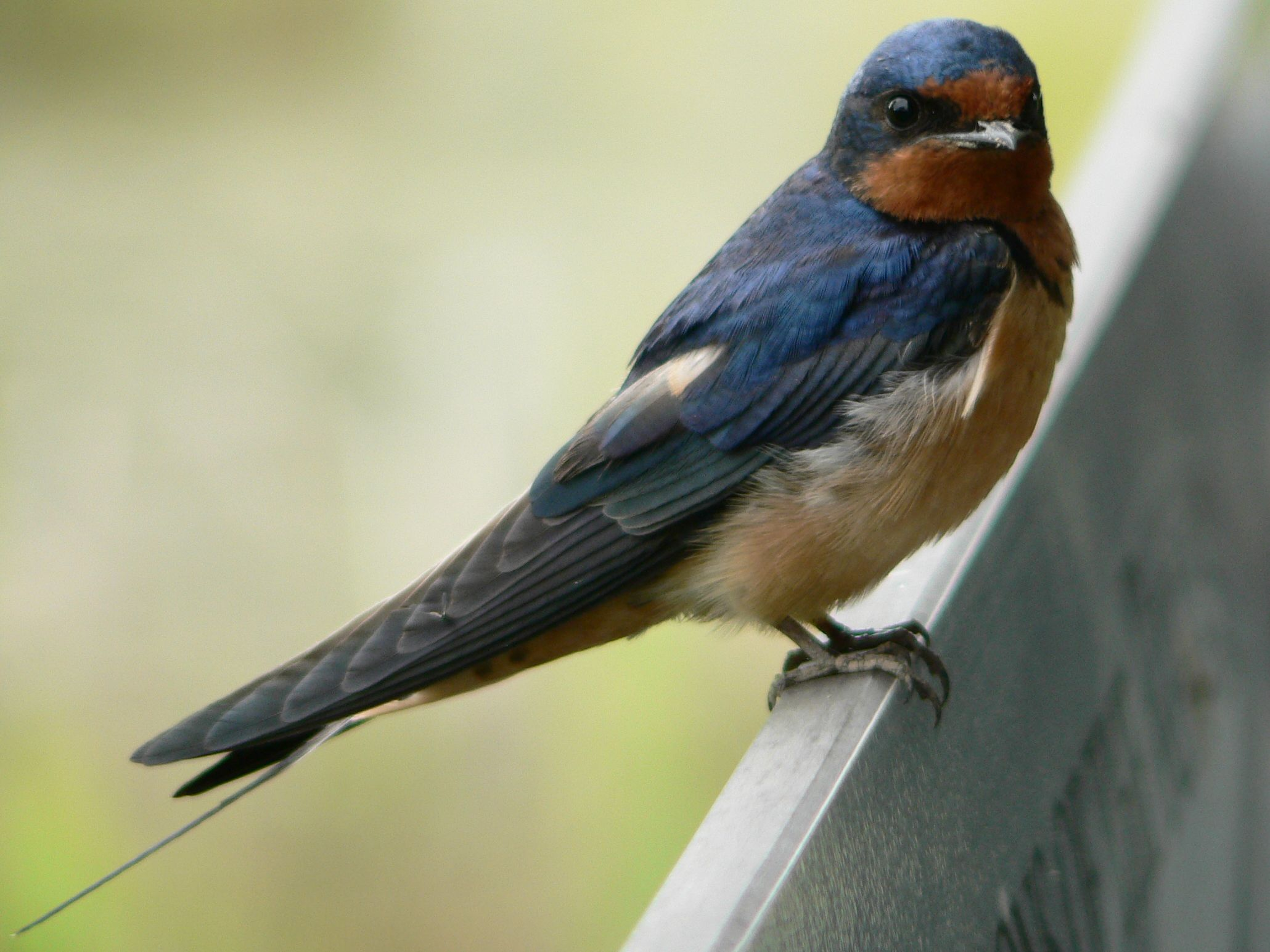
H. r. erythrogaster w USA

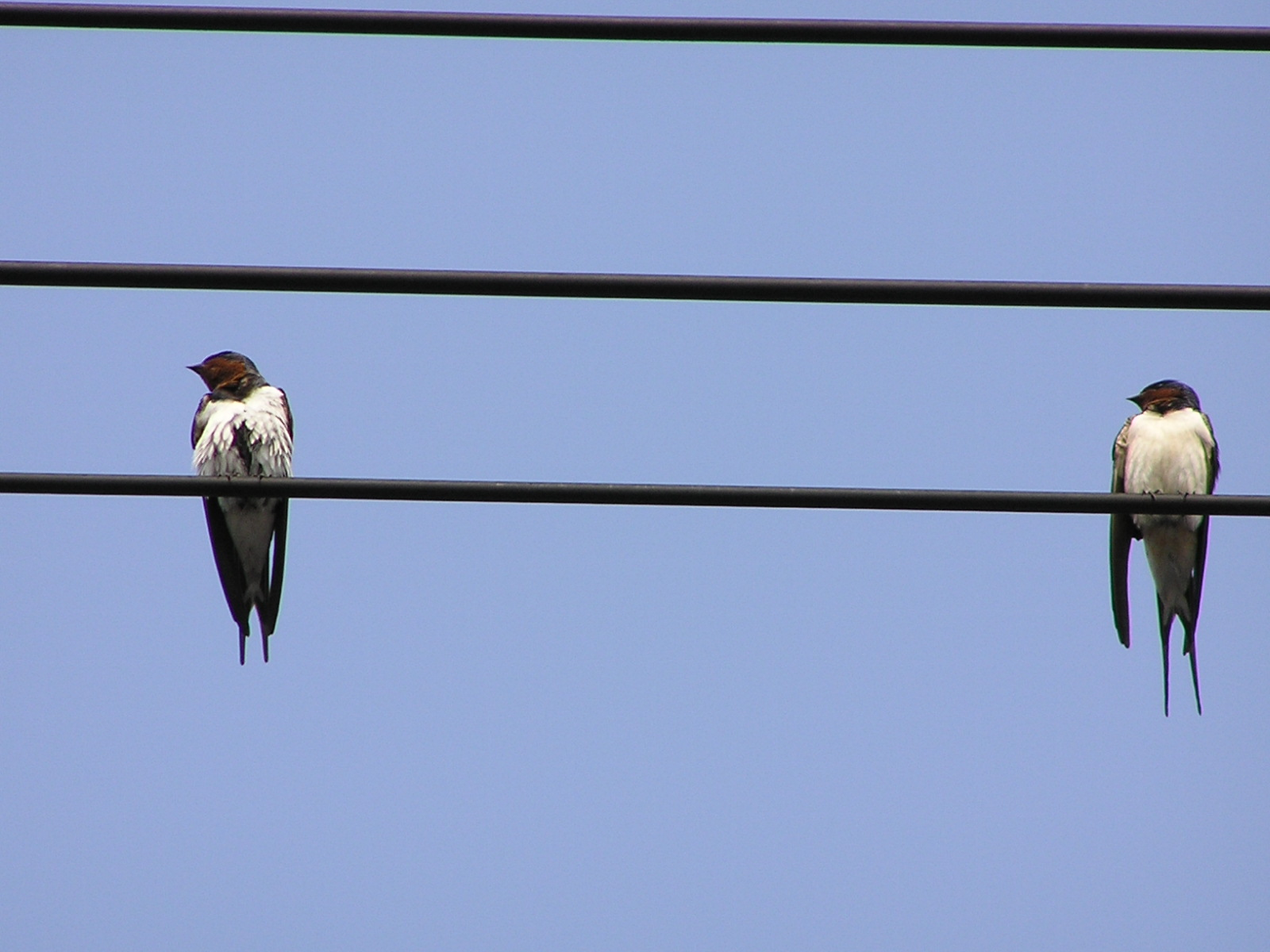
H. r. gutturalis w Japonii

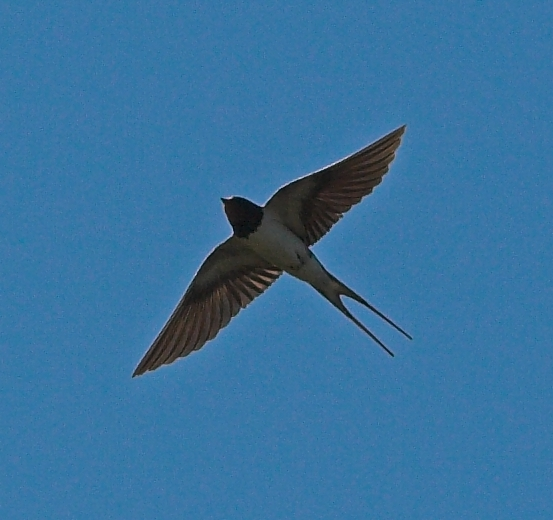
Jaskółka dymówka w locie

Wyróżnia się osiem podgatunków H. rustica, zamieszkujących odpowiednio:
- dymówka, dymówka zwyczajna[3] (H. rustica rustica) – Europa, zachodnia i środkowa Azja, północna Afryka; zimuje głównie w Afryce Subsaharyjskiej, również w Azji Południowej
- H. rustica transitiva – Liban, Syria, Izrael i Jordania
- H. rustica savignii – Egipt (Dolina i Delta Nilu)
- H. rustica gutturalis – wschodnie Himalaje po Półwysep Koreański i Japonię, wschodnie i południowe Chiny oraz Tajwan; zimuje w Azji Południowej i Południowo-Wschodniej na południe po północną Australię
- H. rustica tytleri – południowo-środkowa Syberia; zimuje we wschodnich Indiach i Azji Południowo-Wschodniej
- H. rustica saturata – wschodnia Syberia; zimuje w Azji Południowo-Wschodniej
- H. rustica mandschurica – północno-wschodnie Chiny; zimuje w Azji Południowo-Wschodniej
- dymówka amerykańska[3] (H. rustica erythrogaster) – Ameryka Północna od Alaski i Kanady po południowy Meksyk; zimuje od środkowego Meksyku przez Amerykę Środkową po większość Ameryki Południowej

## Charakterystyka

### Wygląd zewnętrzny
Dorosły samiec jaskółki dymówki podgatunku nominatywnego H. r. rustica mierzy 17–19 cm, w tym 2–7 cm wydłużonych zewnętrznych piór ogonowych. Rozpiętość skrzydeł wynosi 32–34,5 cm, a waga 16–22 g. Jest to smukły, niewielki, niebiesko-czarny ptak o ceglastoczerwonym czole i podgardlu. Silnie wcięty ogon, skrzydła dość długie i wąskie, ostro zakończone. Wierzch czarny z granatowym połyskiem, na piersi czarna obwódka, tej samej barwy obwódka na szyi. Mały, czarny dziób. Nogi drobne, czarne. Na spodniej stronie ogona białe plamy. Słaby dymorfizm płciowy – obie płci ubarwione jednakowo, samice mają jedynie nieco krótsze zewnętrzne sterówki, niebieskie górne partie ciała i pas piersiowy są mniej błyszczące, a podbrzusze jaśniejsze. Młode mają bardziej matowe upierzenie, krótsze zewnętrzne sterówki, mniej wyraźnie zaznaczoną plamę na podgardlu, obrożę na piersi nakrapianą oraz podgardle i czoło bladoróżowe.
Przedstawiciele podgatunków H. r. transitiva i H. r. savignii mają rdzawy brzuch i węższą lub wręcz niewidoczną obrożę na piersi. Od podobnej jaskółki oknówki odróżnia się dymówkę po wąskich, długich skrajnych sterówkach i całkowicie ciemnym wierzchu ciała.
Jest wielkości wróbla, choć ma dużo smuklejszą sylwetkę. Bardzo łatwa w obserwacji w trakcie chwytania owadów nad łąkami lub jeziorami.

### Głos
Chociaż śpiewają obie płcie, śpiew samic został opisany dopiero niedawno. Ostrzega przed niebezpieczeństwem krótkim i wysokim „ciwit ciwit”. Śpiew świergoczący, miękki, przerywany charakterystycznym terkotem.

### Zachowanie
Większość dnia spędza w powietrzu, bo to tam znajduje dla siebie pożywienie. W tym czasie przelatuje wiele kilometrów. Lata zwinnie, szybko (prędkość przelotowa dymówki wynosi ok. 32 km/h, choć może dojść nawet do 90 km/h, pozwala jej to w trakcie wędrówek pokonywać ponad 300 km na dzień), często nisko nad ziemią, robiąc w powietrzu nagłe zwroty i przekręcając się na boki. Chętnie odpoczywa na drutach lub antenach. Prawie nigdy nie siada na ziemi – jedynie w czasie budowy gniazda, po to aby zebrać błoto jako budulec. Pije wodę, zniżając lot nad rzeką lub jeziorem, uderzając brzuszkiem o powierzchnię wody i chwytając rozbryzgujące się krople. Jesienią gromadzi się w stada, liczące nawet 30 tysięcy osobników. Nocuje wtedy w trzcinach. Rusza w migrację na południe we wrześniu i październiku.
Ponieważ przed odlotem ludzie widywali je nocujące w trzcinach, po czym znikały z krajobrazu, w niektórych regionach wierzono, że jaskółki zimują w szlamie.
To jeden z mniej płochliwych ptaków, sam szuka obecności człowieka, którego obiekty ułatwiają mu wydanie na świat potomstwa. Młode mogą być wychowywane na gankach wiejskich domów, nawet w zamieszkałych domostwach. 
Jest ptakiem bardzo odważnym wobec potencjalnych wrogów. Gdy w locie widzi przechodzącego kota, podnosi głos alarmowy, podlatuje do niego i próbuje szturchać pazurami. Robi tak wiele razy, dopóki kot nie odejdzie. Zachowanie raczej nie spotykane u innych ptaków jej wielkości. Gdy widzi jakiegoś ptaka drapieżnego żywiącego się ptakami, również próbuje go przepędzić. Grupa dymówek wznosi się wysoko i z wielką prędkością pojedyncze osobniki podlatują do drapieżnika, chcąc trącić go pazurami. Nie boją się tego robić nawet wobec bardzo groźnego dla wszystkich ptaków kobuza. Chociaż inne ptaki uciekają jak najdalej, dymówki zawsze podejmują z nim walkę.

## Środowisko

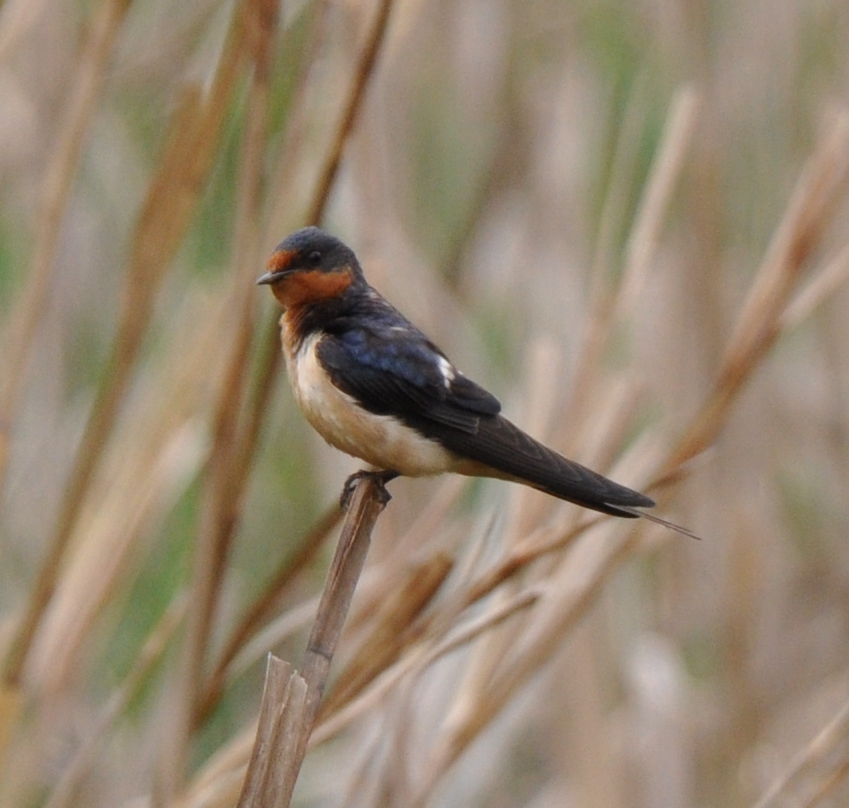
Po wylęgu stada jaskółek nocują w trzcinowiskach

Pierwotnymi siedliskami tego ptaka były rozległe stepy z pasącymi się na nich dużymi ssakami kopytnymi, które skupiały wiele owadów. Gatunek uległ silnej synantropizacji, występuje niemal wyłącznie w pobliżu ludzkich siedzib. Głównym środowiskiem życia są więc wsie i przedmieścia. Najliczniejsze populacje notuje się w krajobrazach rolniczych, które urozmaicają większe zbiorniki wodne, a zwłaszcza tam, gdzie dodatkowo wypasa się stada zwierząt hodowlanych. W takich warunkach osiąga największe zagęszczenia dochodzące nawet do 50 par lęgowych przypadających na 10 ha badanej powierzchni. Gnieździ się w oborach, stajniach, chlewach, na strychach itp.

## Pożywienie
Podstawowy pokarm jaskółki to drobne owady (błonkówki, chrząszcze, muchówki), które chwyta w locie, zwłaszcza nad wodą lub wilgotnymi łąkami.
Ze względu na sposób żerowania, w trakcie deszczowych i zimowych dni głoduje, bo nie może schwytać dostatecznej ilości owadów. Gdy lato jest zimne i deszczowe powoduje mniejszą ich liczebność, co sprawia, że wygłodniałe ptaki spędzają większość czasu nad lustrem wody, nad którym unosi się więcej insektów.
Wysokość lotu jaskółki przez niektórych używana jest do przewidywania pogody. Bierze się to z tego, że przed opadami deszczu (gdy powietrze staje się bardziej wilgotne) owady obniżają lot, a w pogoni za nimi podobnie nisko nad ziemią latają dymówki.

## Okres lęgowy

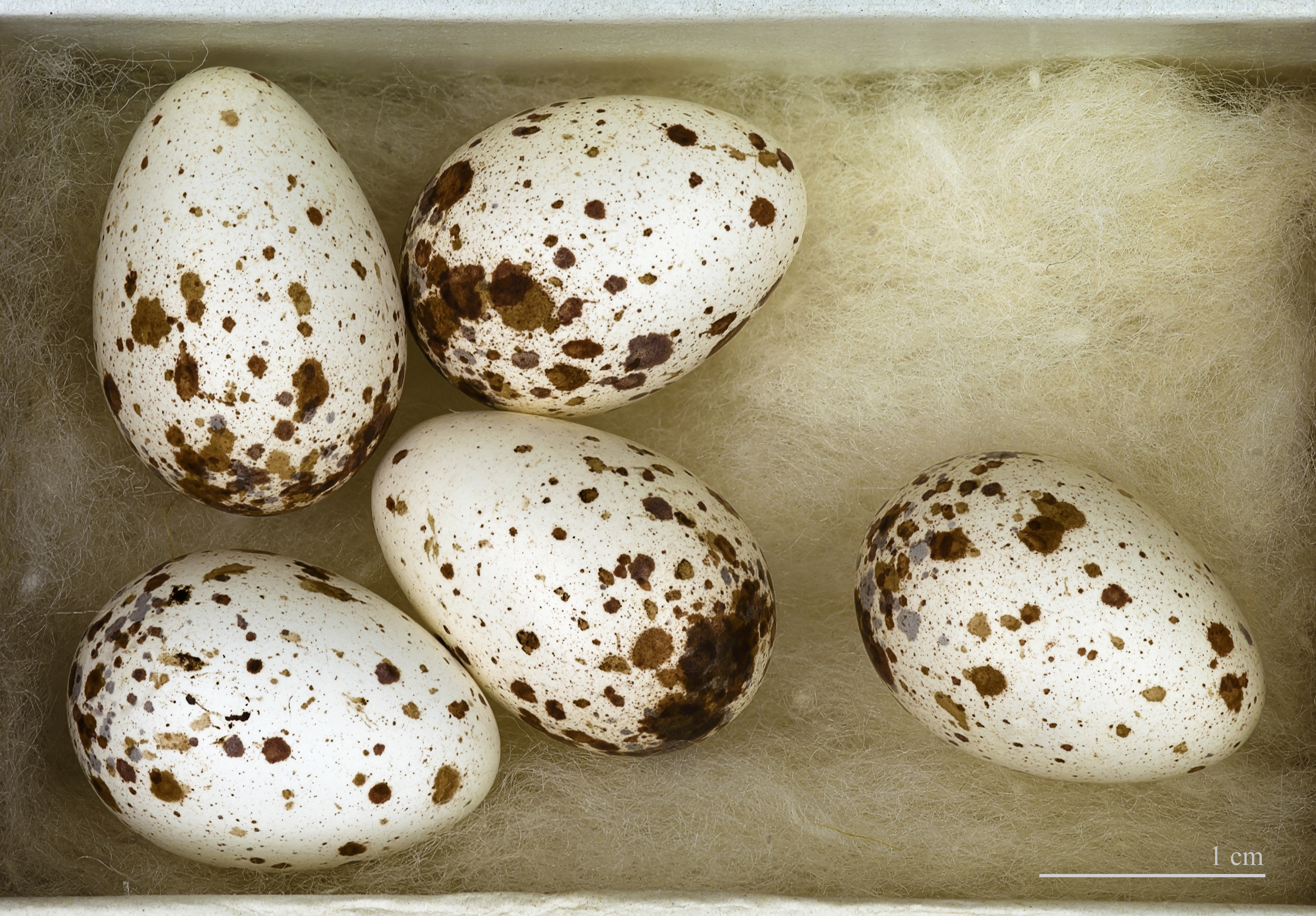
Jaja dymówki z kolekcji muzealnej

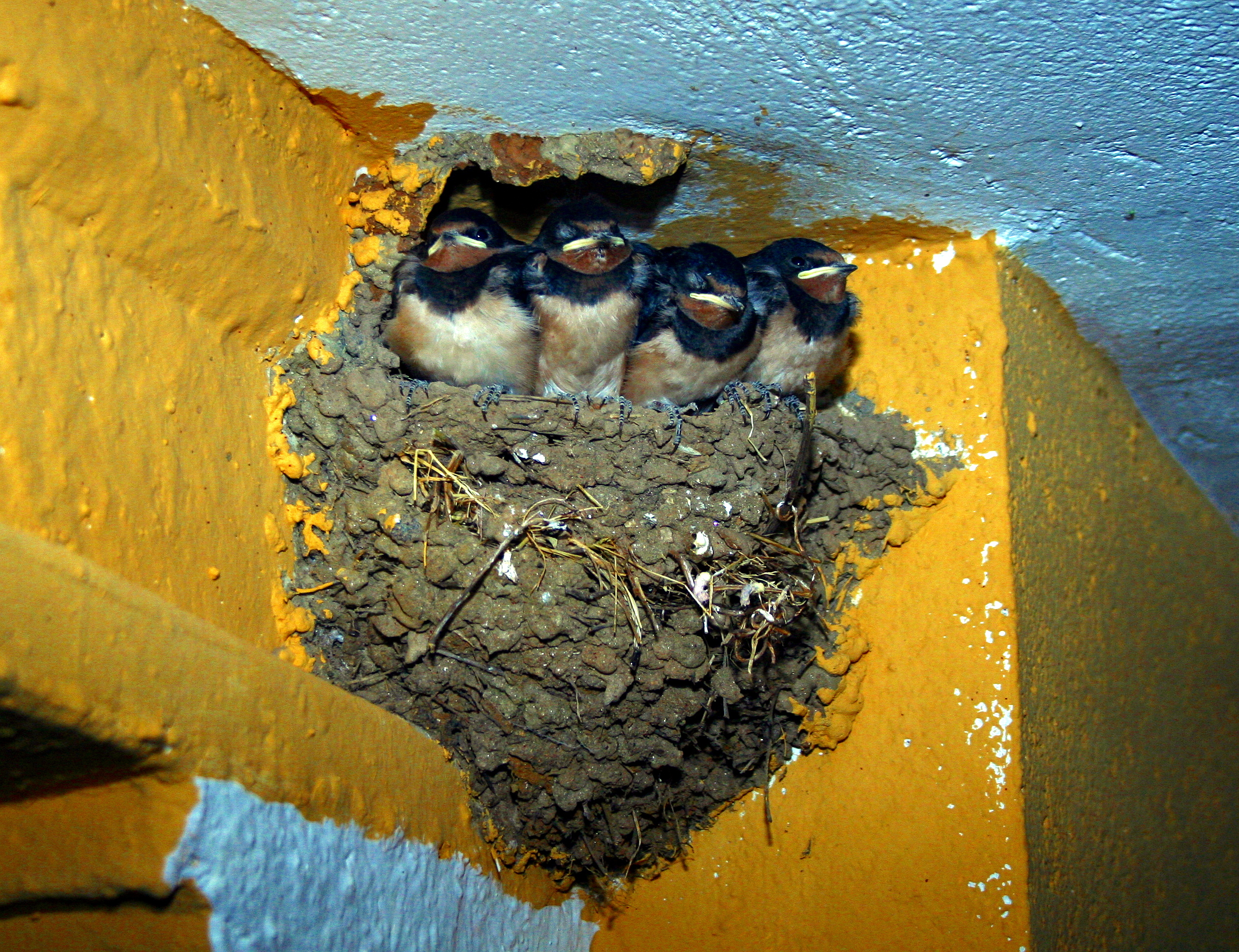
Pisklęta w gnieździe

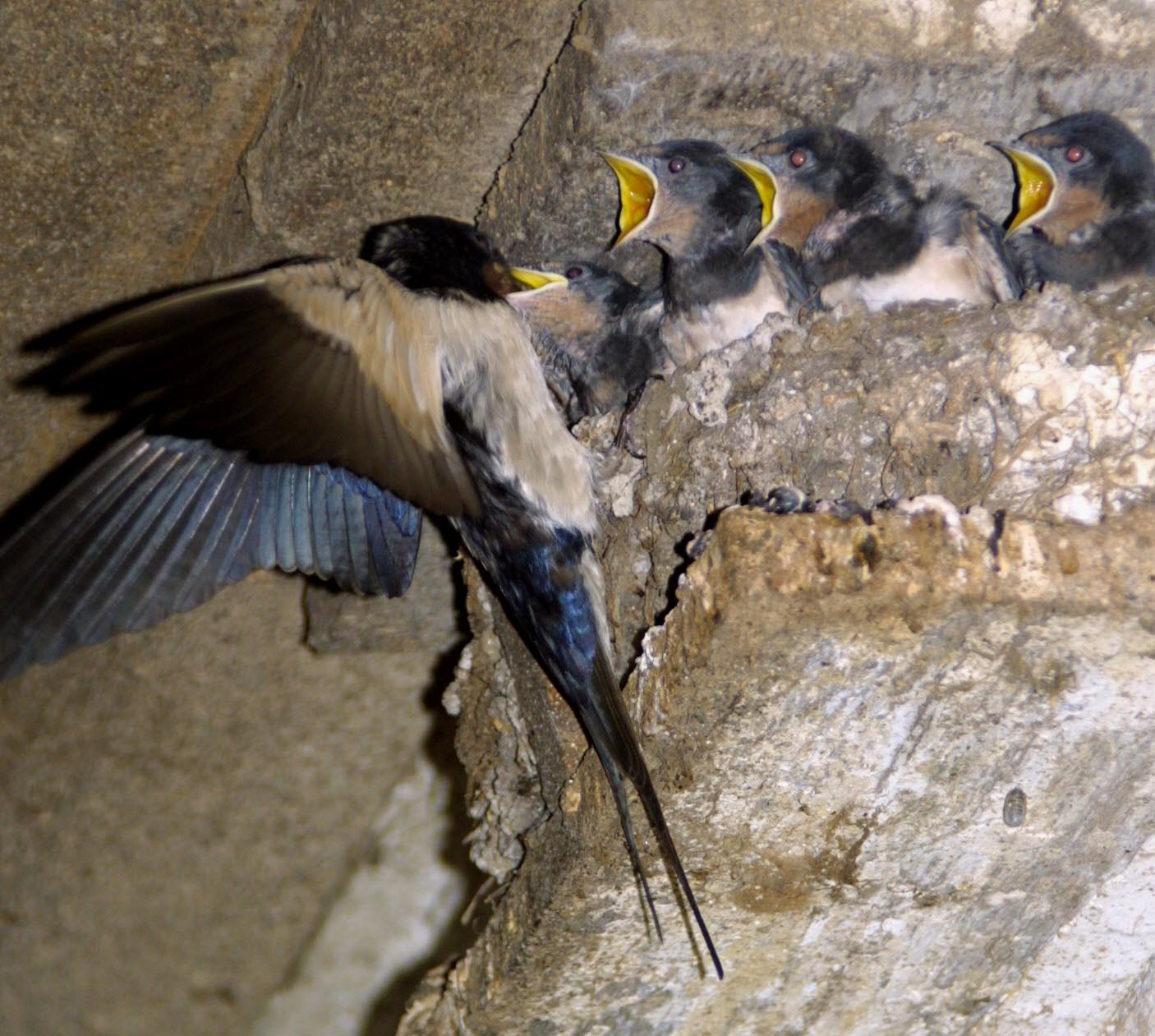
Karmienie piskląt

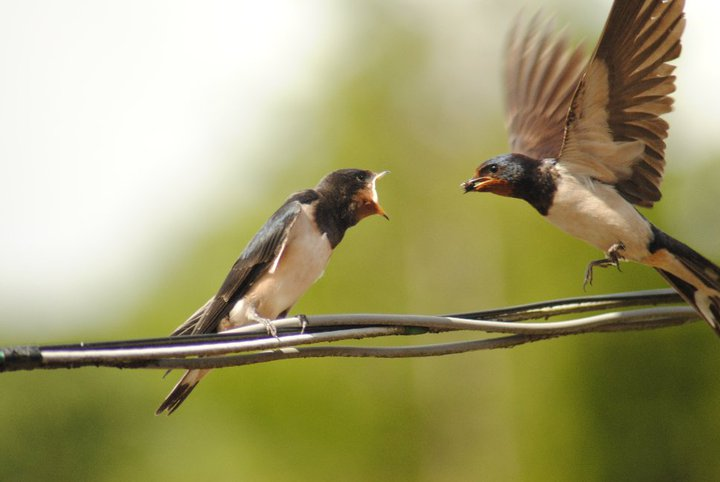
Młode dymówki w oczekiwaniu na karmienie

Wiosenna wędrówka na lęgowiska rozpoczyna się z początkiem marca. W ciągu 6 tygodni ptaki pokonują ponad 10 000 kilometrów. Do Polski pierwsze dymówki wracają z zimowisk na początku kwietnia, a nawet pod koniec marca. Wprawdzie mają w takim przypadku większe szanse na zajęcie najlepszych terytoriów do wyprowadzenia lęgów, ale mogą natrafić jeszcze na zimową aurę (bez owadów grozi im zagłodzenie).
Okres lęgowy trwa od maja do lipca. W ciągu roku dymówka wyprowadza dwa lub trzy lęgi.

### Gniazdo
W okresie lęgowym jaskółki wręcz szukają bliskości człowieka, aby na jego budowlach uwić gniazdo (zwykle dana para wraca do zeszłorocznego, a gdy jest zniszczone – naprawia je). Budowę rozpoczynają, gdy samiec i samica zdecydują się na wspólne życie. Gnieździ się (w przeciwieństwie do jaskółki oknówki) wewnątrz budynków, do których zdoła wejść, np. w stajniach, oborach, przedsionkach domów, chlewniach, garażach, korytarzach itd. Niektóre jaskółki budują swe gniazda na lampach, rurach przy ścianach, pod dachami, mostami, belkami konstrukcyjnymi, wewnętrznymi gzymsami, a nawet na drzwiach. Ulubionym miejscem na wylęg są pomieszczenia gospodarskie dla zwierząt, gdzie łatwo o latające małe owady jak muchy końskie i domowe. W miastach dymówki budują często gniazda wewnątrz bram kamienic. Rzadziej spotyka się je na ścianach zewnętrznych lub nawet w szczelinach skalnych.
Zbudowane z gliny i grudek błota sklejonego śliną, usztywnione źdźbłami traw i słomą, która może czasem zwisać z gniazda. To ćwiartka kuli otwarta od góry (pozwala to na odróżnienie od gniazda oknówki) z głębokim wnętrzem. Gdy jest już w stanie surowym, obficie wyściełają je miękkimi piórami, częściami roślin i sierścią. Samo błoto jaskółki mogą przynosić z dalekich odległości, a poszczególne elementy sklejają jak cegły. Swoją pracę wykonują każdego dnia, zwykle rano, przez ok. 10 min. Otwarta konstrukcja gniazda powoduje, że dymówka jest jedyną europejską jaskółką, której kukułki podrzucają swoje jaja.

### Jaja
Samica składa w odstępach jednodniowych zwykle 4 do 5 jaj, białych z brązowo-rudymi plamkami.

### Wysiadywanie
Jaja wysiadywane są przez okres 14 do 16 dni przez oboje rodziców, choć głównie przez samicę (samiec zwykle dokarmia partnerkę). Ptak wysiadujący jest karmiony przez drugiego z rodziców, oboje nocują razem w budynku, w którym znajduje się gniazdo. Przez noc zmieniają się kilkakrotnie z wysiadywaniem.

### Pisklęta
Pisklęta klują się nagie i bezbronne. Opuszczają gniazdo po 19–23 dniach (gdy stają się zdolne do lotu), ale jeszcze przez 14–16 dni są karmione przez oboje rodziców owadami. Ma to miejsce, gdy siedzą na drutach elektrycznych lub płotach na pastwiskach. Przez pierwszy tydzień wracają jeszcze na noc do gniazda, ale są wkrótce przepędzane przez samicę, która przygotowuje się do następnego lęgu, zwykle w tym samym gnieździe. Zdarza się dymówce wyprowadzać trzeci lęg, choć młode mogą w takich przypadkach nie zdążyć osiągnąć pełnej sprawności przed odlotem i giną.

Gdy okres lęgowy dobiega końca, jaskółki gromadzą się w duże stada, dochodzące do tysiąca osobników.
Najdłużej żyjąca dymówka, której wiek oznaczył człowiek, miała 15 lat.

## Status i ochrona
IUCN uznaje dymówkę za gatunek najmniejszej troski (LC – Least Concern) nieprzerwanie od 1988 roku. Liczebność światowej populacji, na podstawie szacunków BirdLife International dla Europy z 2015 roku, wstępnie ocenia się na 290–487 milionów dorosłych osobników. Trend liczebności populacji uznawany jest za spadkowy.
Na terenie Polski gatunek ten jest objęty ścisłą ochroną gatunkową. Na Czerwonej liście ptaków Polski dymówka została sklasyfikowana jako gatunek najmniejszej troski (LC). Według szacunków Monitoringu Pospolitych Ptaków Lęgowych, w latach 2013–2018 populacja dymówki na terenie kraju liczyła 1 742 000 – 2 213 000 par lęgowych.
Negatywnie na populacje jaskółek dymówek wpływa zarówno modernizacja rolnictwa, jak i duże straty na zimowiskach w Afryce. Tam bowiem poluje się na nie w celach kulinarnych.